# Rudolf Rey (Politiker)
Rudolf Rey (* 21. Dezember 1908 in Aarau; † 24. Juni 1993 ebenda) war ein Schweizer Politiker.

## Leben
Rudolf Rey, Sohn des Mechanikers Rudolf Rey und seiner Frau Emma, geborene Läubli, war erlernter Feinmechaniker.
Als Mitstreiter Gottlieb Duttweilers war er 1937 Gründungsmitglied des aargauischen LdU und 1942 Mitgründer der Migros Aargau. Von 1942 bis 1852 war er Geschäftsführer des aargauischen LdU, von 1949 bis 1951 Betriebsleiter der Zentrale Suhr der Migros-Genossenschaft Aargau und ab 1951 Leiter der Migros-Klubschulen Aargau.
Von 1949 bis 1957 und nochmals von 1965 bis 1977 war er LdU-Grossrat, ab 1951 Aarauer Stadtrat, ab 1978 Aarauer Einwohnerrat. Innerhalb des LdU galt er als Nonkonformist und trat 1977 nach einem Richtungsstreit aus der Partei aus.
1937 heiratete er Klara Jundt, von der er sich 1952 scheiden liess. 1955 heiratete er Nelly Roth.